# 島津健太郎
島津 健太郎（しまづ けんたろう、1969年6月11日 - ）は、日本の俳優。大阪府大阪市出身。現在は個人事務所。

## 人物
身長177cm、体重76kg。
かつては、ネオ・エージェンシー、ハーデスエンタテインメントに所属していた。
2009年、一般女性と結婚。
2016年、新宿区歌舞伎町にて飲食店「新宿たこやきBAR もうこはん」をオープンする。

## 出演

### テレビドラマ

#### NHK
- 大河ドラマ
  - 武蔵 MUSASHI（2003年）
  - 龍馬伝（2010年） - 伏見奉行所与力
- FLY（2000年）
- 吉本新喜劇 丹後夢道中
- ゲゲゲの女房（2010年） - スナックの客
- 4号警備 第1話（2017年4月8日） - 刺客

#### 日本テレビ系列
- 14才の母 第9,10話（2006年）
- 喰いタン
- ドラマコンプレックス 銭華 - 清水
- ごくせん
- 明日があるさ
- サイコメトラーEIJI 2（1999年）
- 女医（1999年）
- サイコメトラーEIJI スペシャル（2000年9月24日）
- 天使が消えた街（2000年）
- 三毛猫ホームズの推理 第1話「天才化け猫&ダメ刑事VS密室殺人」（2012年） - 浅井信二

#### TBS系列
- ガチバカ!
- ドラゴン桜
- 27歳の夏休み
- ホットマン'04春スペシャル
- 木更津キャッツアイ - 小峰の部下
- ウルトラマンコスモス 第64話「月面の決戦」（2002年） - トレジャーベース修理工
- 日曜劇場 サラリーマン金太郎2
- 獣医ドリトル 第1話 - 記者
- 月曜ミステリー劇場→月曜ゴールデン
  - 万引きGメン・二階堂雪
    - 第12作 - 相模原中央警察署 坂本刑事
    - 第14作 - 風間鑑識官

  - 税務調査官・窓際太郎の事件簿14（2007年） - 長部和弘衆議院議員公設秘書 増井秀太
- 潜入探偵トカゲ 第7話 - 小森明児
- 東京スカーレット〜警視庁NS係 第1話 - 佐藤一郎
- ファイナルファンタジーXIV 光のお父さん - 栗山
- DOPE 麻薬取締部特捜課 第2話（2025年7月11日） - 宋國良

#### フジテレビ系列
- ヒミツの花園
- 金曜エンタテイメント こちら新宿駆けこみ寺
- ブスの瞳に恋してる
- アンフェア 第1・3・6・11話
- 翼の折れた天使たちアクトレス
- ナニワ金融道6 - 森本健一
- マザー&ラヴァー
- ビギナー 第6話 - シンちゃん役
- クニミツの政 第2話 - 泡口
- 春ランマン
- 世にも奇妙な物語'01秋の特別編
- 女子アナ。
- BOSS 第10話・最終話 - 黒い月メンバー
- 山峡の章（2010年） - 浦本俊也刑事
- コード・ブルー -ドクターヘリ緊急救命-（2010年） ‐ 羽田弁護士
- 不毛地帯
- 開局50周年記念ドラマ・わが家の歴史 - 火葬場の男
- パーフェクト・リポート 第4話 - 西本
- 外交官 黒田康作 第7話 - 警視庁公安部の捜査員
- ストロベリーナイト アフター・ザ・インビジブルレイン - 堀井隆仁
- 浅見光彦シリーズ47 - 初谷

#### テレビ朝日
- 金曜ナイトドラマ 特命係長 只野仁 第23話 - 吉田
- 仮面ライダーシリーズ
  - 仮面ライダー龍騎 第30話 - チンピラ
  - 仮面ライダー剣 第9話 - ヤクザ
- 木曜ドラマ 松本清張 黒革の手帖 第5話
- 砦なき者
- 恋は戦い!
- 逮捕しちゃうぞ 第7話 - 西尾
- はぐれ刑事純情派スペシャル - 湯浅琢郎
- サラリーマン金太郎2 - 鮫島猛士
- Matthew's Best Hit TV+ - エージェントK
- スーパー戦隊シリーズ
  - 海賊戦隊ゴーカイジャー 第6話 - 春日井高蔵
  - 獣電戦隊キョウリュウジャー 第2・14・35・47・48話 - ジェントル
  - 王様戦隊キングオージャー 第32話 - ジェントル
- 都市伝説の女 第5話 - 本間昌弘
- 相棒 Season 11 第7話 - 堺浩太
- 土曜ワイド劇場 棟居刑事の『夜の虹』 - 浦辺刑事
- 刑事7人 第3話 - 増田憲一
- 今日からヒットマン 第1話（2023年10月27日） - 黒川の手下

#### テレビ東京系列
- ぼくだけの☆アイドル
- 牙狼-GARO- 第6話 - 霧島
- 時効/特命刑事 徳田左近 - 新宿西署刑事・西本
- SuperNetworkDrama ドゥニチラヴ
- 怨み屋本舗 REBOOT 第5・6話（2009年） - 寺門
- 牙狼＜GARO＞〜MAKAISENKI〜 第1話（2011年）
- 侠飯 第9話（2016年）- ホッピー談議の客
- モブサイコ100 (2017年) - (笑)教祖 エクボ
- ウルトラマントリガー NEW GENERATION TIGA (2021年) - バリガイラーの声

#### ビーエスアイ→BS-TBS
- ニュータイプ

#### 毎日放送
- 闇金ウシジマくん - 它貫
- マッスルガール! - 警察官
- ファイナルファンタジーXIV 光のお父さん（2017年4月 - ） - 栗山

#### 関西テレビ
- 幕末群星譚
- 女子寮パラダイス BREAK DOUN

#### 朝日放送
- 新 部長刑事

#### BSスカパー!
- 破門 第1話（2015年） - 川路勝弘

#### WOWOW
- TOKYO VICE 第8話（2022年6月12日 、HBO Max・WOWOW）

#### tvk
- ウルトラゾーン - 部下1、地球救い隊 / ケムール人

### インターネット
- 朝香はるながゆく2
- ネット版 仮面ライダー×スーパー戦隊×宇宙刑事 スーパーヒーロー大戦乙!〜Heroo!知恵袋〜あなたのお悩み解決します! - ジェントル
- 進撃の巨人 ATTACK ON TITAN 反撃の狼煙 第2話、第3話（2015年8月15日、dTV） - 教官
- ヨドンナ（2021年8月、東映特撮ファンクラブ） - 嶋佐[2][3]

### 映画
- 英二（1999年5月1日）
- 燃えよピンポン LEGEND OF Blood Sweat & Tears（1999年5月3日）
- 修羅がゆく12,13（2000年）
- 実録・夜桜銀次（2001年10月20日）
- WASABI（2002年2月2日）
- Returner（2002年8月31日）
- 姐御（2003年1月11日）
- 座頭市（2003年9月6日）
- 木更津キャッツアイ 日本シリーズ（2003年11月1日） - ジョージの手下
- 静かなるドン
- サムライ（2004年1月10日） - 刺客
- レディジョーカー（2004年12月11日）
- 天正伊賀の乱 （2005年、NETCINEMA.TV)- 間士
- マギー's犬Jr（2005年）
- いらっしゃいませ、患者さま（2005年6月4日） - タクミたちの同伴客
- TAKESHI'S（2005年11月5日）
- ALWAYS 三丁目の夕日（2005年11月5日）
- 奇談（2005年11月19日） - 村人
- 力道山（2006年3月4日公開、ソニー・ピクチャーズエンターテインメン）
- デス・トランス（2006年5月20日公開、メディア・スーツ） - 山賊
- red letters（2006年9月23日、フロントメンエンターテインメント） - 吉田
- 赤龍の女（2006年10月14日、GPミュージアム） - 新城
- 伊賀の乱 拘束（2007年12月1日、AMGエンタテインメント）
- KAMACHOP カマチョップ（2008年1月5日公開、革命トマト）
- 魁!!男塾（2008年1月26日公開、ゼアリズエンタープライズ）
- 片腕マシンガール（2008年8月2日、SPOTTED PRODUCTIONS） - 木村龍二（ヤクザ親分）
- 戦国 伊賀の乱（2009年2月21日公開、ジョリー・ロジャー (企業)）
- サムライプリンセス 外道姫（2009年7月25日公開、日本出版販売） - 鯱
- ロボゲイシャ（2009年10月3日、角川映画）
- 戦闘少女 血の鉄仮面伝説（2010年5月22日、東映ビデオ）
- アウトレイジ（2010年6月12日、ワーナー・ブラザース映画）
- 忍邪（2010年6月19日公開、スタジオビコロール）
- SP 革命篇（2011年3月12日公開、東宝）
- 女忍 KUNOICHI（2011年3月19日、日本出版販売）
- ゾンビアス（2012年2月25日公開、日活）
- 仮面ライダー×仮面ライダー ウィザード&フォーゼ MOVIE大戦アルティメイタム（2012年12月8日公開） - マネージャー
- デッド寿司（2013年1月19日、ウォーカーピクチャーズ）
- BUSHIDOMAN ブシドーマン（2013年） - ビリー島袋
- ヌイグルマーZ（2014年1月25日、ガンジス） - MB社社員
- 赤×ピンク（2014年2月22日、KADOKAWA） - 吾妻
- 俺たち賞金稼ぎ団（2014年5月10日公開、東映）[4]
- るろうに剣心 京都大火編 / 伝説の最期編（2014年8月1日、9月13日公開、ワーナー・ブラザース映画） - 才槌
- アイアンガール ULTIMATE WEAPON[5]（2015年1月17日公開、渋谷プロダクション） - ジェイル
- 予告犯（2015年6月6日公開、東宝） - 公安部
- 虎影（2015年6月20日公開、ファントム・フィルム） - 羅厄
- 忍者狩り（2015年10月24日公開、松竹メディア事業部） - 狐野
- 鼻目玉幸太郎の恋！（2015年）
- 殿、利息でござる!（2016年） - 浅間屋
- シン・ゴジラ（2016年） - 澁沢真[6]
- 破裏拳ポリマー（2017年5月13日） - 住谷
- 戦神 ゴッド・オブ・ウォー（2017年）
- スモーキング・エイリアンズ（2018年12月15日、リアリーライクフィルムズ） - 警備員・高橋雄二[7]
- キュクロプス（2018年） - 杉野
- HE-LOW（2018年、友情出演）
- BLACKFOX:Age of the Ninja（2019年10月5日） - 亜廉[8]
- 女詐欺師レン キケンな情事を追え!（2020年、オーピー映画）- 緒方良蔵[9]
- 燃えよデブゴン TOKYO MISSION 肥龍過江 Enter The Fat Dragon（2020年）- 東野組若頭 高飛[10]
- かば（2021年7月24日、「かば」製作委員会） - ウナン役[11]
- シン・ウルトラマン（2022年) - 吉住 (陸自小隊長)[12][13]
- 京都カマロ探偵（2022年6月17日）
- BAD CITY（2023年）
- 翔んで埼玉 〜琵琶湖より愛をこめて〜（2023年）
- ゴールデンカムイ（2024年1月19日） - 笠原勘次郎
- SAVAGE 獲るのは誰だ？（2024年）

### Vシネマ
- 風ぐるま 2〜きつね（2000年）
- 実録・日本やくざ列伝 義戦 昇龍篇（2001年） - 吉備田哲士
- 実録・義戦3 森田幸吉伝（2002年） - 竹中
- 実録・義戦4 森田幸吉伝（2002年） - 竹中
- 実録・義戦5 高松ヤクザ戦争 前編（2003年） - 江島
- 実録・義戦6 高松ヤクザ戦争 後編（2003年） - 江島
- 実録・鯨道2 土佐遊侠外伝 完結編（2002年）
- 実録・鯨道10 広島ヤクザ抗争史 総完結編 猛侠 門広（2002年5月28日）
- 実録・鯨道12 広島烈侠伝 大西政寛（2003年1月25日）
- 暴力商売3・4（2002年）
- ドッグ・ファイト
- 侠道
- 漂泊者
- 流血の仁義
- 抜け忍（2009年8月28日、クロックワークス）
- 極道の紋章14（2011年） - 金沢 天馬組組員
- やくざの女1（2014年6月6日、オールインエンタテインメント） - 箕輪会若頭
- YOKOHAMA BLACK（2016年） - 関西不知火会若頭 西村
- 若頭暗殺史 修羅の男たち 1・2（2017年） - 秀熊一家総長 片桐光敏
- 覇王シリーズ（凶血の系譜・凶血の連鎖Ⅲ・Ⅳ） - 難波会松波組組長 松波康熈
- 宇宙戦隊キュウレンジャー Episode of スティンガー（2017年） - 村人
- 制覇15・16（2018年） - 大津康雄
  - 制覇15（2018年） - 四国 玄友会組員
  - 制覇16（2018年） - 四国 元・玄友会組員
- 日本極道戦争 第一章 第二章 第四章 第七章 第八章（2019年 - 2020年） - 神征会若頭補佐 黒田組若頭 北野譲吉
- CONFLICT 〜最大の抗争〜 第五章 第六章 第七章 第八章（2019年）- 日本総合舎首魁 東条秀幸
- 日本統一36（2019年） - 中村組 竹井
- 日本統一外伝 川谷雄一（2019年） - 中村組 竹井

### CM
- キリン POST WATER
- 龍が如く
- H.I.S. 自由への脱出篇
- NTTDoCoMo関西
- DyDoブレンドコーヒー リアルブラック 月夜篇
- サントリーBOSS
- マキロン キズ目線〜ヒーロー篇
- マンスリーレオパレス
- 大阪ガス 床暖房

### 舞台
- 地獄少女（2016年11月） - 輪入道

### ゲーム
- 龍が如く2 - 江崎